# UCI Women's World Tour 2018
L'UCI Women's World Tour 2018, terza edizione della competizione, si svolse su ventitré eventi dal 3 marzo al 21 ottobre 2018. Le corse che lo costituirono furono quattordici in linea, otto a tappe e una cronometro a squadre.
Rispetto all'anno precedente furono aggiunte tre competizioni: le neonate prove in linea Driedaagse Brugge-De Panne e Tour of Guangxi, e la gara a tappe Emakumeen Bira.
La vittoria della classifica individuale fu dell'olandese Annemiek van Vleuten, mentre la classifica a squadre vide prevalere per il terzo anno consecutivo la formazione olandese Boels-Dolmans Cycling Team; la classifica Under-23 fu vinta dall'italiana Sofia Bertizzolo.

## Calendario
| #  | Data                  | Evento                                              | Vincitrice                 | Squadra                         | Leader della Cl. mondiale |
| -- | --------------------- | --------------------------------------------------- | -------------------------- | ------------------------------- | ------------------------- |
| 1  | 3 marzo               | Strade Bianche (2018)                               | Anna van der Breggen       | Boels-Dolmans Cycling Team      | Anna van der Breggen      |
| 2  | 11 marzo              | Ronde van Drenthe (2018)                            | Amy Pieters                | Boels-Dolmans Cycling Team      | Anna van der Breggen      |
| 3  | 18 marzo              | Trofeo Alfredo Binda - Comune di Cittiglio (2018)   | Katarzyna Niewiadoma       | Canyon-SRAM Racing              | Katarzyna Niewiadoma      |
| 4  | 22 marzo              | Driedaagse Brugge-De Panne (2018)                   | Jolien D'Hoore             | Mitchelton-Scott                | Katarzyna Niewiadoma      |
| 5  | 25 marzo              | Gand-Wevelgem (2018)                                | Marta Bastianelli          | ALÉ-Cipollini                   | Jolien D'Hoore            |
| 6  | 1º aprile             | Giro delle Fiandre (2018)                           | Anna van der Breggen       | Boels-Dolmans Cycling Team      | Amy Pieters               |
| 7  | 15 aprile             | Amstel Gold Race (2018)                             | Chantal Blaak              | Boels-Dolmans Cycling Team      | Chantal Blaak             |
| 8  | 18 aprile             | Freccia Vallone (2018)                              | Anna van der Breggen       | Boels-Dolmans Cycling Team      | Anna van der Breggen      |
| 9  | 22 aprile             | Liegi-Bastogne-Liegi (2018)                         | Anna van der Breggen       | Boels-Dolmans Cycling Team      | Anna van der Breggen      |
| 10 | 26-28 aprile          | Tour of Chongming Island (2018)                     | Charlotte Becker           | Hitec Products-Birk Sport       | Anna van der Breggen      |
| 11 | 17-19 maggio          | Tour of California (2018)                           | Katie Hall                 | UnitedHealthcare Pro Cycling T. | Anna van der Breggen      |
| 12 | 19-22 maggio          | Emakumeen Bira (2018)                               | Amanda Spratt              | Mitchelton-Scott                | Anna van der Breggen      |
| 13 | 13-17 giugno          | The Women's Tour (2018)                             | Coryn Rivera               | Team Sunweb                     | Anna van der Breggen      |
| 14 | 6-15 luglio           | Giro Rosa (2018)                                    | Annemiek van Vleuten       | Mitchelton-Scott                | Anna van der Breggen      |
| 15 | 17 luglio             | La Course by Le Tour de France (2018)               | Annemiek van Vleuten       | Mitchelton-Scott                | Anna van der Breggen      |
| 16 | 28 luglio             | RideLondon Classique (2018)                         | Kirsten Wild               | Wiggle-High5                    | Anna van der Breggen      |
| 17 | 11 agosto             | Open de Suède Vargarda TTT (2018)                   | Boels-Dolmans Cycling Team | Boels-Dolmans Cycling Team      | Anna van der Breggen      |
| 18 | 13 agosto             | Open de Suède Vargarda (2018)                       | Marianne Vos               | WaowDeals Pro Cycling Team      | Anna van der Breggen      |
| 19 | 16-19 agosto          | Ladies Tour of Norway (2018)                        | Marianne Vos               | WaowDeals Pro Cycling Team      | Marianne Vos              |
| 20 | 25 agosto             | Grand Prix de Plouay - Lorient Agglomération (2018) | Amy Pieters                | Boels-Dolmans Cycling Team      | Marianne Vos              |
| 21 | 28 agosto-2 settembre | Holland Ladies Tour (2018)                          | Annemiek van Vleuten       | Mitchelton-Scott                | Annemiek van Vleuten      |
| 22 | 15-16 settembre       | Madrid Challenge by La Vuelta (2018)                | Ellen van Dijk             | Team Sunweb                     | Annemiek van Vleuten      |
| 23 | 21 ottobre            | Tour of Guangxi (2018)                              | Arlenis Sierra             | Astana Women's Team             | Annemiek van Vleuten      |

## Classifiche finali
Dati aggiornati al 21 ottobre 2018.
| Pos. | Corridore              | Squadra    | Punti   |
| ---- | ---------------------- | ---------- | ------- |
| 1    | Annemiek van Vleuten   | Mitchelton | 1411,86 |
| 2    | Marianne Vos           | WaowDeals  | 1394,88 |
| 3    | Anna van der Breggen   | Boels      | 1323,33 |
| 4    | Amanda Spratt          | Mitchelton | 1218,86 |
| 5    | Coryn Rivera           | Sunweb     | 1036,33 |
| 6    | Ashleigh Moolman-Pasio | Cervélo    | 1012,95 |
| 7    | Amy Pieters            | Boels      | 922,90  |
| 8    | Katarzyna Niewiadoma   | Canyon     | 887,67  |
| 9    | Jolien D'Hoore         | Mitchelton | 685,86  |
| 10   | Ellen van Dijk         | Sunweb     | 671,57  |

| Pos. | Corridore Under-23  | Squadra       | Punti |
| ---- | ------------------- | ------------- | ----- |
| 1    | Sofia Bertizzolo    | Astana        | 42    |
| 2    | Liane Lippert       | Team Sunweb   | 24    |
| 3    | Jeanne Korevaar     | WaowDeals     | 22    |
| 4    | Elisa Balsamo       | Valcar-PBM    | 12    |
| 5    | Marija Novolodskaja | Cogeas        | 12    |
| 6    | Letizia Paternoster | Astana        | 10    |
| 7    | Amalie Dideriksen   | Boels-Dolmans | 10    |
| 8    | Lisa Klein          | Canyon-SRAM   | 10    |
| 9    | Aafke Soet          | WNT-Rotor     | 8     |
| 10   | Sara Martín         | Sopela        | 6     |

| Pos. | Squadra                      | Punti   |
| ---- | ---------------------------- | ------- |
| 1    | Boels-Dolmans Cycling Team   | 4329,99 |
| 2    | Mitchelton-Scott             | 4081,02 |
| 3    | Team Sunweb                  | 3269,97 |
| 4    | Canyon-SRAM Racing           | 2545,02 |
| 5    | WaowDeals Pro Cycling Team   | 2380,99 |
| 6    | Wiggle-High5                 | 2342,03 |
| 7    | Cervélo-Bigla Pro Cycling T. | 1986,99 |
| 8    | ALÉ-Cipollini                | 1459,98 |
| 9    | Astana Women's Team          | 922,00  |
| 10   | Valcar-PBM                   | 884,02  |